# مرور سیستماتیک

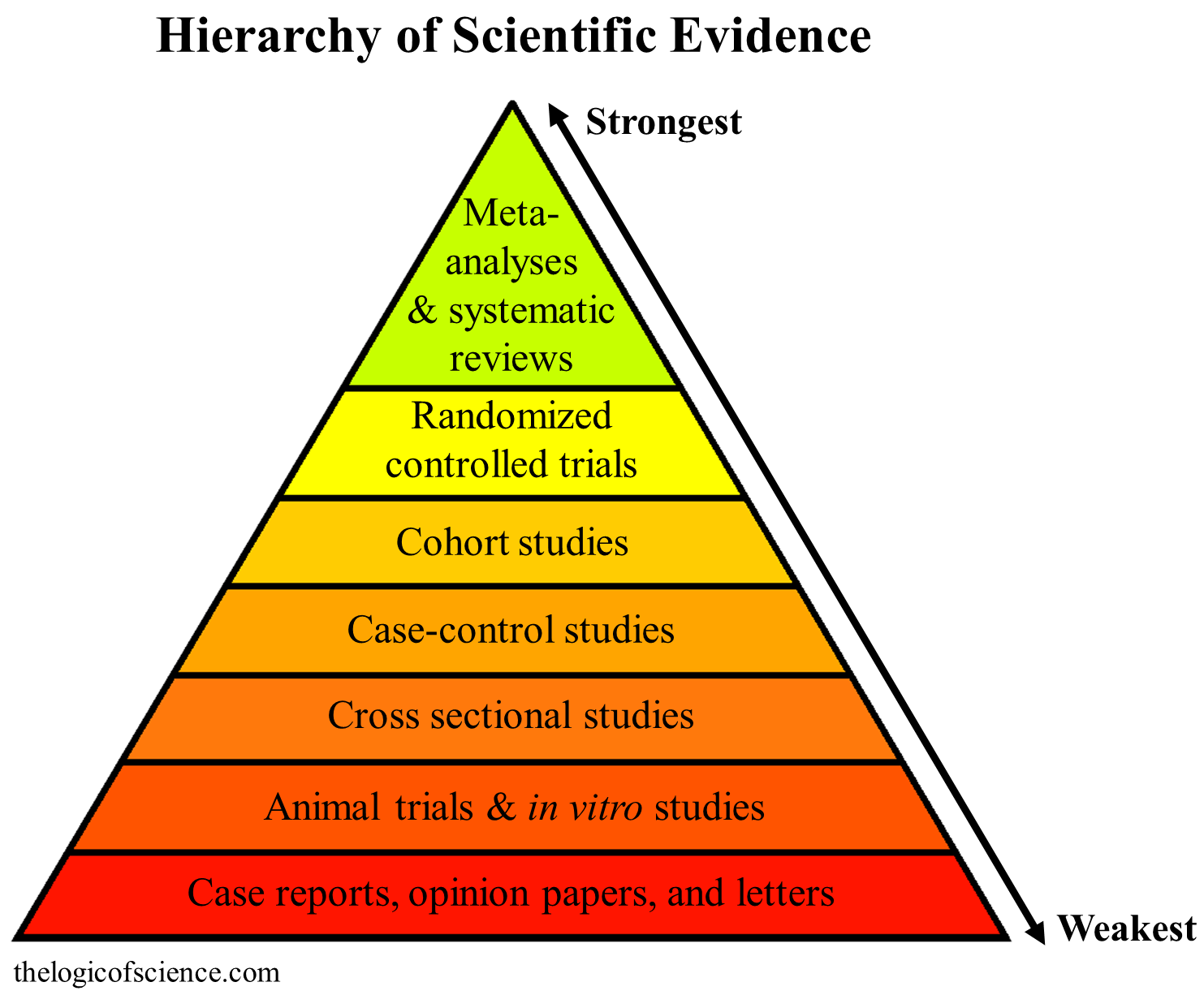
مرور سیستماتیک قابل اعتمادترین شواهد را ارایه می‌دهد

مرور سیستماتیک، یک سنتز علمی از شواهد در مورد یک موضوع مشخص است که با استفاده از روش‌های نقادانه، پژوهش‌ها و داده‌های مطالعات منتشرشده را در مورد آن موضوع شناسایی، تعریف و ارزیابی می‌کند. سپس با تجزیه‌وتحلیل، توصیف، ارزیابی نقادانه و خلاصه کردن تفاسیر به یک نتیجه‌گیری مبتنی بر شواهد باکیفیت می‌پردازد. برای مثال، مرور سیستماتیک کارآزمایی‌های تصادفی‌سازی و کنترل‌شده راهی است برای جمع‌بندی و اجرای پزشکی مبتنی بر شواهد.
در حالی که یک مرور سیستماتیک ممکن است در زمینه زیست‌پزشکی یا مراقبت‌های سلامت به کار رود، می‌تواند در مواردی استفاده شود که ارزیابی یک موضوع کاملا معین بتواند درک ما را در یک زمینه پژوهشی نیز افزایش دهد. یک مرور سیستماتیک ممکن است تست‌های بالینی، مداخلات سلامت عمومی، مداخلات محیطی،  مداخلات اجتماعی، عوارض جانبی، ترکیب شواهد کیفی، مرورهای روش‌شناسی، مرورهای سیاست‌، و ارزیابی‌های اقتصادی را بررسی کند.
مرورهای سیستماتیک با متاآنالیز‌ها ارتباط نزدیکی دارند، و اغلب یک بررسی واحد می‌تواند هر دو رویکرد را با هم ترکیب کند (که با عنوان فرعی «مرور سیستماتیک و متاآنالیز» منتشر می‌شود). تمایز میان این دو آن است که متاآنالیز از روش‌های آماری برای استنتاج یک عدد واحد از مجموعه داده‌های تجمیع‌شده (مانند اندازه تاثیرگذاری (effect size)) استفاده می‌کند، در حالی که تعریف دقیق مرور سیستماتیک شامل این مرحله نمی‌شود. با این حال، در عمل، زمانی که از یکی از آن‌ها نام برده می‌شود، اغلب ممکن است دیگری نیز درگیر باشد، زیرا برای تجزیه‌و‌تحلیل داده‌ها در یک متاآنالیز، ابتدا نیاز به یک مرور سیستماتیک برای گردآوری اطلاعات است، و افراد گاهی به یک نمونه، حتی اگر شامل مؤلفه متاآنالیز باشد، به عنوان مرور سیستماتیک اشاره می‌کنند.
درک مرورهای سیستماتیک و نحوه اجرای آنها در عمل برای متخصصان مراقبت‌های سلامت، سلامت عمومی و سیاست عمومی رایج است.
مرورهای سیستماتیک در مقابل نوعی از مرور که اغلب مرور روایتی (narrative review) نامیده می‌شوند، قرار می‌گیرند. هر دو مرور سیستماتیک و مرور روایتی، متون علمی را بررسی می‌کنند، اما اصطلاح «مرور متون علمی» بدون توضیح بیشتر، به مرور روایتی اشاره دارد.

## ویژگی‌ها
مرور سیستماتیک می‌تواند برای ارایه خلاصه‌ای جامع از متون علمی موجود و مرتبط با یک سؤال پژوهشی طراحی شود. مرور سیستماتیک از رویکردی دقیق و شفاف برای سنتز پژوهش با هدف ارزیابی، و در صورت امکان به حداقل رساندن سوگیری (bias) در یافته‌ها، استفاده می‌کند. در حالی که بسیاری از مرورهای سیستماتیک مبتنی بر متاآنالیز کمّی صریح از داده‌های موجود هستند، مرورهای کیفی و انواع دیگری از مرورها با روش‌های ترکیبی نیز وجود دارند که به استانداردهای جمع‌آوری، تجزیه‌و‌تحلیل و گزارش‌ شواهد پایبند هستند.
مرورهای سیستماتیک داده‌های کمّی یا مرورهایی با روش‌های ترکیبی، گاهی از تکنیک‌های آماری (متاآنالیز) برای ترکیب نتایج مطالعات واجد شرایط استفاده می‌کنند. گاهی برای رتبه‌ بندی‌ کیفیت شواهد بسته به روش‌شناسی (methodology) مورد استفاده، از سطوح امتیاز‌دهی استفاده می‌شود، اگرچه کتابخانه کاکرین (Cochrane Library) این روش را توصیه نمی‌کند. از آنجایی که رتبه‌بندی شواهد می‌تواند ذهنی باشد، ممکن است برای حل هرگونه اختلاف امتیازدهی در نحوه رتبه‌بندی شواهد، با چندین نفر مشورت شود.
مرکز EPPI، کاکرین و مؤسسه جوآنا بریگز (Joanna Briggs) در توسعه روش‌هایی برای ترکیب پژوهش‌های کمّی و کیفی در مرورهای سیستماتیک تأثیرگذار بوده‌اند. چندین دستورالعمل گزارش‌دهی برای استانداردسازی گزارش نحوه انجام مرورهای سیستماتیک وجود دارند. چنین دستورالعمل‌های گزارش‌دهی، ابزارهای ارزیابی یا سنجش کیفیت نیستند. دستورالعمل موارد ترجیحی برای گزارش‌دهی در خصوص مرورهای سیستماتیک و متاآنالیز (Preferred Reporting Items for Systematic Reviews and Meta-Analyses; PRISMA)  روشی استاندارد برای اطمینان از گزارش‌دهی شفاف و کامل مرورهای سیستماتیک پیشنهاد می‌کند و اکنون بیش از ۱۷۰ مجله پزشکی در سراسر جهان این روش را برای چنین پژوهشی الزامی کرده‌اند.   آخرین نسخه این که اغلب استفاده می‌شود، PRISMA 2020 است. (که مقاله آن در سال 2021 منشتر شد) برای پشتیبانی از انواع خاصی از مطالعات یا جنبه‌های فرآیند مرور، چندین الحاقیه تخصصی برای دستورالعمل PRISMA توسعه یافته، از جمله PRISMA-P برای پروتکل‌های مرور و PRISMA-ScR برای مرور دامنه.  فهرستی از الحاقیه‌های دستورالعمل PRISMA توسط شبکه EQUATOR (ارتقا کیفیت و شفافیت پژوهش‌های سلامت؛ Enhancing the QUAlity and Transparency Of health Research) نگهداری می‌شود. با این حال، مشخص شده که دستورالعمل‌های PRISMA به پژوهش‌های مداخله‌ای محدود می‌شوند و این دستورالعمل‌ها باید به منظور تناسب با تحقیقات غیر‌مداخله‌ای تغییر کنند. در نتیجه، مرورهای سیستماتیک غیر‌مداخله‌ای، تکرارپذیر و باز (NIRO; Non-Interventional, Reproducible, and Open) برای مقابله با این محدودیت ایجاد شدند.
برای مرورها کیفی، دستورالعمل‌های گزارش‌دهی شامل موارد زیر است: ENTREQ (ارتقا شفافیت در گزارش‌دهی سنتز پژوهش‌های کیفی) برای سنتز شواهد کیفی؛ RAMESES (سنتز شواهد واقع‌گرایانه و فراروایتی: استانداردهای در حال تکامل) برای مرورهای فراروایتی و واقع‌گرایانه و eMERGe (بهبود گزارش‌دهی متاـ‌اتنوگرافی (meta‐ethnography)) برای متاـ‌اتنوگراف.
تحولات در مرورهای سیستماتیک در طول قرن بیست‌و‌یکم شامل مرورهای واقع‌گرا و رویکرد فرا روایتی بود که هر دو به مشکلات تنوع در روش‌ها و ناهمگونی موجود در برخی موضوعات پرداختند. 

## انواع
بیش از ۳۰ نوع مرور سیستماتیک وجود دارد و جدول ۱ برخی از این موارد را به گونه اجمالی خلاصه می‌کند. در مورد مرزها و تمایزات میان رویکردهای شرح داده شده در زیر، همیشه اتفاق نظر وجود ندارد.
| نوع مرور                                                   | خلاصه |
| ---------------------------------------------------------- | --- |
| مرور ترسیمی/نقشه سیستماتیک (Mapping review/systematic map) | یک مرور ترسیمی، متون علمی موجود را نقشه‌برداری کرده و داده‌ها را دسته‌بندی می‌کند. این روش کمیت و کیفیت متون علمی شامل طراحی مطالعه و سایر ویژگی‌ها را مشخص می‌کند. مرورهای ترسیمی می‌توانند برای شناسایی نیاز به انجام پژوهش‌های اولیه یا ثانویه استفاده شوند.                                                                                                 |
| متاآنالیز                                                  | متاآنالیز یک تجزیه‌و‌تحلیل آماری است که نتایج چندین مطالعه کمّی را ترکیب می‌کند. با استفاده از روش‌های آماری، نتایج برای ارایه شواهد از مطالعات متعدد ترکیب می‌شوند. دو نوع داده که عموما برای متاآنالیز در پژوهش‌های سلامت مورد استفاده قرار می‌گیرند، داده‌های هر شرکت کننده و داده‌های تجمیعی (مانند نسبت شانس (odds ratio) یا نسبت خطر (relative risk))       |
| مرور مطالعات ترکیبی/مرور روش‌های ترکیبی                     | به هر ترکیبی از روش‌ها اشاره دارد که در آن یک مرحله مهم، مرور متون علمی (اغلب سیستماتیک) است. همچنین می‌تواند به ترکیبی از رویکردهای مرور مانند ترکیب پژوهش‌های کمّی با کیفی اشاره کند. |
| مرور سیستماتیک کیفی/سنتز شواهد کیفی                        | این روش برای ادغام یا مقایسه یافته‌های مطالعات کیفی است. این روش می‌تواند شامل «کدگذاری» داده‌ها و جست‌وجوی «موضوعات» یا «ساختارها» در مطالعات باشد. نویسندگان متعدد ممکن است «اعتبار» داده‌ها را با کاهش بالقوه سوگیری شخصی بهبود ببخشند. |
| مرور سریع                                                  | ارزیابی آنچه قبلاً در مورد یک مسئله خط مشی یا عملی شناخته شده‌است، و از روش‌های مرور سیستماتیک برای جست‌وجو و ارزیابی انتقادی تحقیقات موجود استفاده می‌کند. مرورهای سریع هنوز یک مرور سیستماتیک هستند، با این حال ممکن است بخش‌هایی از این فرآیند به منظور افزایش سرعت، ساده‌سازی یا حذف شوند. مرورهای سریع در طول همه گیری COVID-۱۹ مورد استفاده قرار گرفتند. |
| مرور سیستماتیک                                             | جست‌وجوی سیستماتیک برای داده‌ها، با استفاده از یک روش قابل تکرار. این شامل ارزیابی داده‌ها (به عنوان مثال کیفیت داده‌ها) و سنتز داده‌های پژوهش است. |
| جست‌وجوی سیستماتیک و مرور                                   | روش‌های «مرور انتقادی» را با فرآیند جست‌وجوی جامع ترکیب می‌کند. این نوع مرور معمولاً برای پرداختن به سؤالات گسترده برای تولید مناسب‌ترین سنتز شواهد استفاده می‌شود. این روش ممکن است شامل ارزیابی کیفیت منابع داده باشد یا نباشد. |
| مرور سیستماتیک شده                                         | شامل عناصر فرآیند مرور سیستماتیک است، اما جست‌وجو اغلب به اندازه یک مرور سیستماتیک جامع نیست و ممکن است شامل ارزیابی کیفیت منابع داده نباشد. |

### مرور دامنه (scoping reviews)
مرور دامنه با مرور سیستماتیک از چندین جهت متمایز است. مرور دامنه تلاشی است برای جست‌وجوی مفاهیم از طریق ترسیم زبان و داده‌های مرتبط با آن مفاهیم و تنظیم مکرر روش جست‌وجو برای سنتز شواهد و ارزیابی دامنه یک حوزه تحقیق. این می‌تواند به این معنا باشد که جست‌وجوی مفهوم و روش (شامل استخراج داده‌، سازماندهی و تجزیه‌و‌تحلیل) در طول فرآیند اصلاح می‌شوند و گاهی نیازمند انحراف از هر پروتکل یا طرح پژوهشی اولیه است. مرور دامنه ممکن است اغلب یک مرحله مقدماتی قبل از یک مرور سیستماتیک باشد، که حوزه پژوهشی را «دامنه‌یابی» کرده و زبان و مفاهیم کلیدی را برای تعیین امکان‌پذیری یا مناسب بودن یک مرور سیستماتیک، یا برای زمینه‌سازی یک مرور سیستماتیک کامل ترسیم می‌کند. هدف می‌تواند ارزیابی میزان داده یا شواهد موجود در مورد یک زمینه‌ی خاص مد‌نظر باشد. این فرآیند اگر به بررسی مفاهیم در چند زبان یا فرهنگ بپردازد، پیچیده‌تر هم می‌شود.
از آنجایی که مرور دامنه باید به‌طور سیستماتیک انجام و گزارش شود (با روشی شفاف و قابل تکرار)، برخی ناشران دانشگاهی آنها را به عنوان نوعی «مرور سیستماتیک» دسته‌بندی می‌کنند که ممکن است باعث سردرگمی شود. مرورهای دامنه زمانی مفید هستند که انجام یک سنتز سیستماتیک از یافته‌های پژوهشی ممکن نباشد، به عنوان مثال، زمانی که هیچ کارآزمایی‌ بالینی منتشر شده‌ای در حوزه تحقیق وجود ندارد. مرورهای دامنه برای تعیین اینکه انجام یک مرور سیستماتیک امکان‌پذیر یا مناسب است، مفید هستند و همچنین زمانی که حوزه تحقیق بسیار گسترده است، روش مفیدی است،  برای مثال، جهت بررسی نحوه مشارکت عموم در تمام مراحل انجام مرورهای سیستماتیک. 
تعریف روش دقیق مرور دامنه، همچنان با کمبود شفافیت مواجه است، زیرا هم فرآیندی پویا است و هم هنوز نسبتاً جدید. تلاش‌های متعددی برای بهبود استانداردسازی روش انجام شده است،  f برای مثال به ‌واسطه الحاقیه‌ی دستورالعمل PRISMA برای مرورهای دامنه (PRISMA-ScR). PROSPERO (ثبت بین‌المللی آینده‌نگر مرورهای سیستماتیک؛ International Prospective Register of Systematic Reviews) اجازه ارایه پروتکل‌های مرورهای دامنه را نمی‌دهد، اگرچه برخی مجلات پروتکل‌هایی را برای مرورهای دامنه منتشر می‌کنند. 

## مراحل
در حالی که انواع مختلفی از روش‌ها برای مرورهای سیستماتیک وجود دارند، مراحل اصلی یک مرور را می‌توان به شرح زیر خلاصه کرد:

### تعریف سؤال پژوهش
برخی گزارش کردند که «بهترین شیوه‌ها» شامل «تعریف یک سؤال پاسخ‌پذیر» و انتشار پروتکل مرور پیش از شروع آن برای کاهش خطر تکرار ناخواسته‌ی پژوهش و ایجاد شفافیت و هم‌خوانی میان روش‌شناسی و پروتکل می‌شوند. مرورهای بالینی داده‌های کمّی اغلب با استفاده از کد اختصاری PICO که مخفف «جمعیت یا مشکل»، «مداخله یا مواجهه»، «مقایسه» و «پیامد» است، ساختاربندی می‌شوند، در حالی که برای انواع دیگر پژوهش‌ها حالات دیگری وجود دارند. برای مرورهای کیفی، PICo مخفف «جمعیت یا مشکل»، «پدیده مورد علاقه» و «زمینه» است.

### جست‌وجوی منابع
معیارهای مرتبط می‌توانند شامل انتخاب پژوهش‌هایی باشند که از کیفیت خوبی برخوردار بوده و به سؤال تعریف شده پاسخ می‌دهند. استراتژی جست‌وجو باید برای بازیابی متون علمی طراحی شود که با معیارهای ورود و خروج مشخص شده در پروتکل مطابقت داشته باشد. بخش روش‌شناسی یک مرور سیستماتیک باید همه بانک‌های اطلاعاتی و نمایه‌های استنادی جست‌وجو شده را فهرست کند. عناوین و چکیده مقالات شناسایی شده را می‌توان با معیارهای از پیش تعیین شده برای واجد شرایط بودن و مرتبط بودن، بررسی کرد. به هر مطالعه وارد شده ممکن است یک ارزیابی عینی از کیفیت روش‌شناسی اختصاص یابد، ترجیحاً با استفاده از روش‌های منطبق با دستورالعمل PRISMA  یا استانداردهای کاکرین.
منابع رایج اطلاعاتی مورد استفاده در جست‌وجوها شامل بانک‌های اطلاعاتی علمی مقالات داوری همتا شده مانند MEDLINE، Web of Science، Embase، و PubMed، و همچنین منابع متون علمی منتشرنشده مانند پایگاه‌های ثبت کارآزمایی بالینی و مجموعه‌های منابع علمی خاکستری (grey literature) است. همچنین منابع کلیدی را می‌توان از طریق روش‌های دیگری مانند جست‌وجوی استنادها، بررسی فهرست منابع (مرتبط با روش جست‌وجوی به نام «رشد مرواریدی یا pearl growing»)، جست‌وجوی دستی منابع اطلاعاتی که در بانک‌های اطلاعاتی الکترونیکی اصلی فهرست نشده‌اند (گاهی «جست‌وجوی دستی یا hand-searching» نامیده می‌شود)،  و تماس مستقیم با متخصصان این حوزه به دست آورد.
برای سیستماتیک بودن جست‌وجو، جست‌وجوگران باید از ترکیبی از مهارت‌ها و ابزارهای جست‌وجو مانند سرعنوان‌های موضوعی بانک اطلاعاتی (database subject headings)، جست‌وجوی کلیدواژه، عملگرهای بولین (boolean operators) و جست‌وجوی همجواری (proximity searching) استفاده کنند، در حالی که سعی در برقراری تعادل بین حساسیت (سیستماتیک بودن) و دقت (صحت) دارند. دعوت و مشارکت یک متخصص اطلاعات یا کتابدار با تجربه می‌تواند کیفیت استراتژی‌های جست‌وجو و گزارش‌دهی مرور سیستماتیک را بهبود ببخشد.

### «استخراج» داده‌های مرتبط

A visualisation of data being 'extracted' and 'combined' in a Cochrane intervention effect review where a meta-analysis is possible

داده‌های مرتبط براساس روش مرور، از منابع داده «استخراج» می‌شوند. روش استخراج داده‌ها بر اساس ماهیت خاص داده‌ها تعیین می‌شود و داده‌های استخراج‌شده در مورد «پیامدها» فقط به انواع خاصی از مرورها مرتبط است. برای مثال، ممکن است یک مرور سیستماتیک از کارآزمایی‌های بالینی، داده‌هایی را در مورد نحوه انجام پژوهش (که اغلب روش یا «مداخله (intervention)» نامیده می‌شود)، شرکت‌کنندگان در پژوهش (از جمله تعداد افراد)، نحوه تأمین مالی (مثلا منابع حمایت مالی) و رخدادها ( پیامدها (outcomes)) استخراج کند. در یک مرور تاثیر مداخله، داده‌های مرتبط استخراج و «ترکیب» می‌شوند، که در آن صورت امکان انجام متاآنالیز وجود دارد.

### ارزیابی واجد شرایط بودن داده‌ها
این مرحله شامل ارزیابی واجد شرایط بودن داده‌ها برای ورود به مرور، با قضاوت در مورد آن‌ها براساس معیارهای شناسایی‌شده در مرحله اول ‌است. این مرحله می‌تواند شامل بررسی انطباق یک منبع داده با معیارهای واجد شرایط بودن، و ثبت دلایل تصمیم‌گیری در مورد ورود یا خروج آن‌ها به مرور باشد. نرم‌افزارها می‌توانند از فرآیند انتخاب پشتیبانی کنند، از جمله ابزارهای استخراج متن و یادگیری ماشین که می‌توانند جنبه‌هایی را از این فرآیند خودکار کنند. «جعبه ابزار مرور سیستماتیک؛ Systematic Review Toolbox» یک کاتالوگ جامعه-محور و مبتنی بر وب از ابزارها است که به مرورگران کمک می‌کند تا ابزارهای مناسب را برای مرورها انتخاب کنند.

### تجزیه‌و تحلیل و ترکیب داده‌ها
تجزیه‌و تحلیل و ترکیب داده‌ها می‌تواند یک نتیجه کلی از همه داده‌ها ارایه دهد. از آنجا که این نتیجه‌ی ترکیبی ممکن است از داده‌های کمّی یا کیفی از تمام منابع داده‌ واجد شرایط استفاده کند، به دلیل ارایه شواهد بهتر، قابل‌اعتمادتر تلقی می‌شود، زیرا هرچه داده‌های بیشتری در مرورها گنجانده شوند، می‌توانیم از نتیجه‌گیری مطمئن‌تر باشیم. در صورت لزوم، برخی از مرورهای سیستماتیک شامل یک متاآنالیز است که از روش‌های آماری برای ترکیب داده‌ها از منابع متعدد استفاده می‌کند. یک مرور ممکن است از داده‌های کمّی استفاده کند، یا ممکن است از یک متاسنتز کیفی کمک بگیرد که داده‌های مطالعات کیفی را سنتز می‌کند. یک مرور ممکن است یافته‌های حاصل از مطالعات کمّی و کیفی را در روش‌های ترکیبی یا سنتز فراگیر گرد هم آورد. گاهی ترکیب داده‌ها از یک متاآنالیز قابل تصویرسازی است. یکی از روش‌ها از نمودار انباشت (forest plot یا blobbogram) استفاده می‌کند. در یک مرور تاثیر مداخله، الماس در «نمودار انباشت» نتایج ترکیبی همه داده‌های موجود را نشان می‌دهد. نمونه‌ای از «نمودار انباشت» لوگوی سازمان همکاری کاکرین (Cochrane Collaboration) است. این لوگو یک نمودار انباشت از یکی از اولین مرورها است که نشان می‌دهد کورتیکواستروئیدهای داده شده به زنانی که در شرف زایمان زودرس هستند، می‌تواند زندگی نوزاد تازه متولد شده را نجات دهد.
نوآوری‌های اخیر در زمینه‌ی تصویرسازی داده‌ها شامل نمودار آلباتروس (albatross plot) است که مقادیر p در برابر حجم نمونه رسم می‌شوند، با خطوط هم‌تراز اندازه‌-‌تاثیر که برای تسهیل تجزیه‌و‌تحلیل، روی هم قرار گرفته‌اند. این خطوط می‌توانند برای استنباط اندازه تاثیرگذاری از مطالعاتی که به روش‌های مختلف تجزیه‌و‌تحلیل و گزارش شده‌اند، مورد استفاده قرار گیرند. چنین تصویرسازی‌هایی ممکن است نسبت به انواع دیگر روش‌ها، برای بررسی مداخلات پیچیده دارای مزایایی باشند.

### برقراری ارتباط و انتشار
پس از تکمیل این مراحل، ممکن است مقاله مرور منتشر شده و در صورت پذیرش به عنوان شواهد، در عمل مورد استفاده قرار گیرد. مؤسسه ملی تحقیقات سلامت بریتانیا (National Institute for Health Research; NIHR) انتشار (dissemination) را اینگونه تعریف می‌کند: «رساندن یافته‌های پژوهش به افرادی که می‌توانند از آنها استفاده کنند تا حداکثر بهره‌مندی از پژوهش بدون تأخیر حاصل شود».
برخی از کاربران زمان کافی را برای مطالعه‌ی اسناد بزرگ و پیچیده ندارند و یا ممکن است از پژوهش‌های جدید منتشر شده آگاه نباشند یا دسترسی به آن‌ها را نداشته باشند. بنابراین محققان در حال توسعه مهارت‌هایی برای استفاده از روش‌های ارتباطی خلاقانه مانند تصویرسازی، وبلاگ‌ها، اینفوگرافیک‌ها و بازی‌های رومیزی برای به اشتراک گذاشتن یافته‌های مرورهای سیستماتیک هستند.

## خودکارسازی (automation)
مرورهای سیستماتیک پویا (living systematic review) نوع جدیدی از خلاصه‌های پژوهشی آنلاین، نیمه‌خودکار و به‌روز هستند که با انتشار پژوهش‌های جدید به‌روزرسانی می‌شوند. تفاوت میان مرور سیستماتیک پویا با مرور سیستماتیک متداول در قالب انتشار آن است. مرورهای سیستماتیک پویا «خلاصه‌های شواهد پویا، پایدار و صرفاً آنلاین هستند که به سرعت و مرتب به‌روزرسانی می‌شوند».
خودکارسازی یا نیمه‌خودکارسازی فرآیند سیستماتیک به طور فزاینده‌ای در حال بررسی است. اگرچه شواهد کمی برای اثبات دقت آن یا کاهش تلاش دستی وجود دارد، اما تلاش‌ها برای ترویج آموزش و استفاده از هوش مصنوعی در این فرآیند در حال افزایش است.

## زمینه‌های پژوهشی

### سلامت و پزشکی

#### استفاده کنونی از مرورهای سیستماتیک در پزشکی
بسیاری از سازمان‌ها در سرتاسر جهان از مرورهای سیستماتیک استفاده می‌کنند و روش‌شناسی آن‌ها به دستورالعمل‌های پیروی شده بستگی دارد. سازمان‌هایی که از مرورهای سیستماتیک در پزشکی و سلامت انسان استفاده می‌کنند عبارتند از: موسسه ملی سلامت و تعالی مراقبت (National Institute for Health and Care Excellence; NICE) بریتانیا، آژانس پژوهش و کیفیت مراقبت سلامت (Agency for Healthcare Research and Quality; AHRQ) ایالات متحده، و سازمان جهانی بهداشت. کاکرین برجسته‌ترین میان سازمان‌های بین‌المللی است، گروهی متشکل از بیش از ۳۷ هزار متخصص مراقبت سلامت که به طور سیستماتیک کارآزمایی‌های تصادفی‌سازی شده را در زمینه تاثیرات پیشگیری، درمان، بازتوانی و همچنین مداخلات سیستم‌های سلامت بررسی می‌کند. آنها گاهی نتایج دیگر انواع پژوهش‌ها را نیز در بر می‌گیرند. مرورهای کاکرین در بخش بانک اطلاعاتی مرورهای سیستماتیک کاکرین (Cochrane Database of Systematic Reviews) کتابخانه کاکرین منتشر می‌شوند. ضریب تاثیر سال ۲۰۱۵ برای بانک اطلاعاتی مرورهای سیستماتیک کاکرین ۶.۱۰۳ بود و در رتبه‌ی دوازدهم در دسته‌ی پزشکی عمومی و داخلی قرار داشته‌است.
چندین نوع مرور سیستماتیک وجود دارد، از جمله:
1. مرورهای مداخله‌، مزایا و مضرات مداخلات مورد استفاده در حوزه‌ی مراقبت سلامت و سیاست‌های سلامت را ارزیابی می‌کنند.
2. مرورهای صحت تست تشخیصی، کارآمدی عملکرد یک تست تشخیصی را در تشخیص و شناسایی یک بیماری خاص ارزیابی می‌کنند. برای انجام مرورهای صحت تست تشخیصی، نرم‌افزارهای رایگان مانند MetaDTA و CAST-HSROC با رابط کاربری گرافیکی در دسترس هستند.[۶۲][۶۳]
3. مرورهای روش‌شناسی، به مسائل مرتبط با نحوه انجام و گزارش مرورهای سیستماتیک و کارآزمایی‌های بالینی می‌پردازند.
4. مرورهای کیفی، شواهد کیفی را ترکیب می‌کنند تا به سؤالاتی در مورد جنبه‌هایی غیر از اثربخشی پاسخ دهند..
5. مرورهای پیش‌آگهی، به سیر احتمالی یا پیامد(های) آتی افراد مبتلا به یک مشکل سلامت می‌پردازند.
6. بررسی‌های اجمالی مرورهای سیستماتیک (Overviews of Systematic Reviews; OoRs)، شواهد حاصل از چندین مرور سیستماتیک را در یک سند واحد و قابل‌دسترس جمع‌آوری می‌کنند، و گاهی به عنوان مرورهای چتری (umbrella reviews) نیز شناخته می‌شوند.
7. مرورهای سیستماتیک زنده، به‌طور مداوم به‌روزرسانی می‌شوند و شواهد جدید مرتبط را به محض در دسترس قرار گرفتن، در خود جای می‌دهند.[۶۴]
8. مرورهای سریع، نوعی سنتز دانش است که «فرایند انجام یک مرور سیستماتیک مرسوم را از طریق ساده‌سازی یا حذف روش‌های خاص تسریع می‌بخشند تا شواهد را برای ذی‌نفعان به شیوه‌ای بهینه از نظر منابع ارایه دهند».[۶۵]
9. مرورهای مداخلات پیچیده سلامت در سیستم‌های پیچیده، به منظور بهبود سنتز شواهد و توسعه دستورالعمل‌ها انجام می‌شوند.[۶۶]

#### مشارکت بیماران و مردم در مرورهای سیستماتیک
روش‌های مختلفی وجود دارند که بیماران و عموم مردم می‌توانند در تولید مرورهای سیستماتیک و دیگر خروجی‌ها مشارکت کنند. وظایف برای اعضای عمومی را می‌توان به عنوان «سطح ورودی (entry level)» یا بالاتر سازماندهی کرد. وظایف عبارتند از:
- پیوستن به یک تلاش داوطلبانه مشارکتی برای کمک به دسته‌بندی و خلاصه کردن شواهد مراقبت سلامت [۶۷]
- استخراج داده‌ها و ارزیابی خطر سوگیری
- ترجمه مرورها به زبان‌های دیگر

یک مرور سیستماتیک درخصوص نحوه مشارکت افراد در مرورهای سیستماتیک انجام شد، با هدف مستندسازی پایه شواهد مربوط به مشارکت ذی‌نفعان در مرورهای سیستماتیک و استفاده از این شواهد برای توصیف نحوه مشارکت ذی‌نفعان در مرورهای سیستماتیک. سی درصد شامل بیماران و/یا مراقبین بود. چارچوب ACTIVE روشی را برای توصیف نحوه مشارکت افراد در مرور سیستماتیک ارایه می‌دهد و ممکن است به عنوان راهی برای حمایت از نویسندگان مرور سیستماتیک در برنامه‌ریزی مشارکت افراد استفاده شود. داده‌های استاندارد در مورد ابتکارات (STARDIT) روش پیشنهادی دیگری برای گزارش کردن‌ این موضوع است که چه افرادی در کدام وظایف در طول پژوهش، از جمله مرورهای سیستماتیک، مشارکت داشته‌اند.
انتقاداتی در مورد اینکه چگونه کاکرین، مرورهای سیستماتیک را در اولویت قرار می‌دهد، وجود دارد.  کاکرین پروژه‌ای دارد که با مشارکت افراد به شناسایی اولویت‌های پژوهشی برای اطلاع‌رسانی به بررسی‌های کاکرین کمک می‌کند.  در سال ۲۰۱۴، مشارکت کاکرین-ویکی‌پدیا رسمیت یافت.

#### بهداشت محیط و سم‌شناسی (Environmental health and toxicology)
مرورهای سیستماتیک یک نوآوری نسبتا جدید در زمینه بهداشت محیط و سم‌شناسی به شمار می‌روند. با وجود مطرح شدن این مفهوم در اواسط دهه ۲۰۰۰، اولین چارچوب‌های کامل برای انجام مرورهای سیستماتیک شواهد بهداشت محیط در سال ۲۰۱۴ توسط دفتر ارزیابی و ترجمه سلامت برنامه ملی سم‌شناسی ایالات متحده  و راهنمای ناوبری در برنامه سلامت باروری و محیط زیست دانشگاه کالیفرنیا سانفرانسیسکو منتشر شد. استفاده از این روش از آن زمان به بعد به سرعت رواج یافته، به‌طوری که تعداد تخمینی مرورهای سیستماتیک در این زمینه از سال ۲۰۱۶ دو برابر شده و اولین توصیه‌های اجماعی را در مورد بهترین شیوه، به عنوان پیش‌درآمدی برای یک استاندارد کلی‌تر، در سال ۲۰۲۰ منتشر شده‌است.

### اجتماعی، رفتاری و آموزشی (social, behavioural, and educational)
در سال ۱۹۵۹، باربارا ووتن (Barbara Wootton)، دانشمند علوم اجتماعی و مربی مددکاری اجتماعی، یکی از اولین مرورهای سیستماتیک معاصر متون علمی را در حوزه رفتار ضداجتماعی در جریان نگارش اثر خود با عنوان «علوم اجتماعی و آسیب‌شناسی اجتماعی»، منتشر کرد.
چندین سازمان از مرورهای سیستماتیک در حوزه‌های اجتماعی، رفتاری و آموزشی سیاست‌گذاری مبتنی بر شواهد استفاده می‌کنند، از جمله NICE، موسسه تعالی مراقبت‌های اجتماعی، (Social Care Institute for Excellence SCIE) بریتانیا، AHRQ، سازمان جهانی بهداشت، ابتکار بین‌المللی برای ارزیابی تأثیرگذاری (International Initiative for Impact Evaluation, 3ie)، مؤسسه جوآنا بریگز، و مرکز همکاری‌های کمپبل (Campbell Collaboration). شبه-استاندارد برای مرور سیستماتیک در علوم اجتماعی بر اساس رویه‌های پیشنهاد شده توسط مرکز همکاری‌های کمپبل است، که یکی از چندین گروهی است که سیاست‌های مبتنی بر شواهد را در علوم اجتماعی ترویج می‌کند.

### دیگر موارد
تلاش‌هایی برای انتقال روش‌های مرور سیستماتیک از پزشکی به پژوهش‌های کسب‌وکار انجام شده است،  که شامل یک رویکرد گام به گام،  و توسعه یک روش استاندارد برای انجام مرورهای سیستماتیک متون علمی در تجارت و اقتصاد است.
مرورهای سیستماتیک به طور فزاینده‌ای در زمینه‌های دیگر، مانند پژوهش‌های توسعه بین‌المللی رواج یافتند. متعاقباً، چندین اعطاکننده از جمله وزارت توسعه بین‌المللی بریتانیا (Department for International Development; DFID) و AusAid، بیشتر بر ارزیابی تناسب مرورهای سیستماتیک در سنجش تأثیرات توسعه و مداخلات بشردوستانه تمرکز می‌کنند.
بنیاد همکاری برای شواهد زیست‌محیطی (Collaboration for Environmental Evidence, CEE) نشریه‌ای با عنوان Environmental Evidence دارد که مرورهای سیستماتیک، پروتکل‌های مرور و نقشه‌های سیستماتیک را در مورد تأثیر فعالیت‌های انسانی و اثربخشی مداخلات مدیریتی منتشر می‌کند.

## ابزارهای مرور
یک مقاله در سال ۲۰۲۲، تعداد ۲۴ ابزار مرور سیستماتیک را شناسایی و آنها را براساس برخورداری از ۳۰ ویژگی که در انجام یک مرور سیستماتیک مطابق با بهترین شیوه‌ها مهم‌ترین تلقی می‌شوند، رتبه‌بندی کرد. شش نرم‌افزار برتر (با برخورداری از حداقل ۲۱ مورد از ۳۰ ویژگی کلیدی) همگی پلتفرم‌های پولی اختصاصی و معمولاً مبتنی بر وب هستند و عبارتند از:
- Giotto Compliance
- DistillerSR
- Nested Knowledge
- EPPI-Reviewer Web
- LitStream
- JBI SUMARI

سازمان همکاری کاکرین یک کتاب راهنما برای مرورگران سیستماتیک مداخلات ارایه می‌کند که «دستورالعمل را برای آماده‌سازی مرورهای مداخله‌ کاکرین به نویسندگان ارایه می‌کند.» کتاب راهنمای کاکرین همچنین مراحل آماده‌سازی یک مرور سیستماتیک را تشریح می‌کند و مبنای دو مجموعه استاندارد برای انجام و گزارش مرورهای مداخله‌ کاکرین (MECIR; Methodological Expectations of Cochrane Intervention Reviews) است. همچنین حاوی راهنمایی در مورد ادغام پیامدهای گزارش شده توسط بیمار در مرورها است.

## محدودیت‌ها

### تاریخ گذشته یا خطر سوگیری
در حالی که مرورهای سیستماتیک به عنوان قوی‌ترین نوع شواهد در نظر گرفته می‌شوند، یک مرور از ۳۰۰ مطالعه در سال ۲۰۰۳ نشان داد که همه مرورهای سیستماتیک به یک اندازه قابل اعتماد نیستند و گزارش‌دهی آنها را می‌توان با مجموعه‌ای از استانداردها و دستورالعمل‌های مورد توافق جهانی بهبود بخشید. مطالعه دیگری توسط همان گروه نشان داد که از ۱۰۰ مرور سیستماتیک تحت نظارت، ۷ درصد در زمان انتشار، ۴ درصد دیگر در یک سال و ۱۱ درصد دیگر در عرض ۲ سال نیاز به به‌روزرسانی داشتند. این رقم در شاخه‌های پزشکی که به سرعت در حال تغییر هستند، به ویژه پزشکی قلب و عروق بیشتر بود. مطالعه‌ای در سال ۲۰۰۳ نشان داد که گسترش جست‌وجوها فراتر از بانک‌های اطلاعاتی اصلی، شاید در منابع علمی خاکستری، ممکن است اثربخشی مرورها را افزایش دهد.

برخی از نویسندگان، مشکلات مربوط به مرورهای سیستماتیک را، به ویژه آن‌هایی که توسط کاکرین انجام شد، نشان داده، و خاطرنشان کرده‌اند که مرورهای منتشر شده اغلب دچار سوگیری، قدیمی و بیش از حد طولانی هستند. مرورهای کاکرین به این دلیل که به اندازه کافی در انتخاب کارآزمایی‌ها انتقادی نبوده و شامل تعداد زیادی کارآزمایی‌های با کیفیت پایین بودند، مورد انتقاد قرار گرفته‌اند. آن‌ها چندین راه حل پیشنهاد کردند از جمله محدود کردن مطالعات در متاآنالیز ها و مرورها به کارآزمایی‌های بالینی ثبت شده، الزام به در دسترس قرار گرفتن داده‌های اصلی برای بررسی آماری، توجه بیشتر به تخمین حجم نمونه، و حذف وابستگی فقط به داده‌های منتشر شده. برخی از این مشکلات در اوایل سال ۱۹۹۴ ذکر شدند::
 بسیاری از تحقیقات ضعیف به این دلیل به وجود می‌آیند که محققان به دلایل شغلی خود را مجبور به انجام پژوهش‌هایی می‌کنند که برای انجام آن‌ها فاقد صلاحیت و ‌تجربه هستند و هیچ کسی آنها را متوقف نمی کند.— Altman DG, 1994
محدودیت‌های روش شناختی متاآنالیز نیز مورد توجه قرار گرفته است. نگرانی دیگر آن است که گاهی پس از اینکه محققان، کارآزمایی‌های موجود را که قصد وارد کردن آن‌ها را دارند، مشاهده می‌کنند، روش‌های انجام یک بررسی سیستماتیک تغییر می‌کند . برخی از وب‌سایت‌ها مواردی را از پس‌گرفتن بررسی‌های سیستماتیک و گزارش‌های منتشر شده از مطالعات گنجانده شده در بررسی‌های سیستماتیک منتشر شده شرح داده‌اند. معیارهای ورود که دلخواهانه و غیر‌منطقی باشند، ممکن است بر کیفیت درک شده بررسی تأثیر بگذارد.  Eligibility criteria that is arbitrary may affect the perceived quality of the review.

### گزارش کردن محدود داده‌های مطالعات انسانی
کمپین AllTrials گزارش می‌دهد که حدود نیمی از کارآزمایی‌های بالینی هرگز نتایجی را گزارش نکرده‌اند و این کمپین برای بهبود وضعیت گزارش‌دهی تلاش می‌کند. احتمال منتشر شدن کارآزمایی‌های «مثبت» دو برابر بیشتر از کارآزمایی‌های با نتایج «منفی» بود.
از سال ۲۰۱۶، انجام کارآزمایی‌های بالینی توسط شرکت‌های انتفاعی و عدم انتشار نتایج قانونی ‌است. برای مثال، در ۱۰ سال گذشته، ۸.۷ میلیون بیمار در کارآزمایی‌هایی شرکت کرده‌اند که نتایجی را منتشر نکرده‌اند. این عوامل به این معناست که احتمالاً یک سوگیری انتشار (publication bias) قابل توجهی وجود دارد، به گونه‌ای که فقط نتایج «مثبت» یا مطلوب فرضی منتشر می‌شوند. یک مرور سیستماتیک اخیر در مورد حمایت مالی صنعت و پیامدهای پژوهش به این نتیجه رسید که «حمایت مالی از مطالعات دارو و تجهیزات توسط شرکت سازنده منجر به نتایج و استنتاجات کارآمدی مطلوب‌تری در مقایسه با حمایت مالی توسط منابع دیگر می‌شود» و همچنین وجود سوگیری صنعت (industry bias) که نمی‌توان آن را با ارزیابی‌های استاندارد «خطر سوگیری» توضیح داد.

### انطباق ضعیف با دستورالعمل‌های گزارش مرور
رشد سریع مرورهای سیستماتیک در سال‌های اخیر با مسئله اصلی انطباق ضعیف با دستورالعمل‌ها همراه بوده است، به‌ویژه در زمینه‌هایی مانند اعلام پروتکل‌های مطالعات ثبت‌شده، اعلام منبع حمایت مالی، داده‌های خطر سوگیری، مسائل ناشی از انتزاع داده‌ها، و توصیف دقیق اهداف مطالعه. مجموعه‌ای از مطالعات، نقاط ضعف‌هایی را در دقت و تکرارپذیری استراتژی‌های جست‌وجو در مرورهای سیستماتیک شناسایی کرده‌اند.  برای رفع این مشکل، یک الحاقیه‌ی جدید برای دستورالعمل PRISMA با عنوان PRISMA-S در حال توسعه است. علاوه بر این، ابزارها و بررسی فهرست‌هایی برای داوری همتای استراتژی‌های جست‌وجو ایجاد شده‌اند، مانند دستورالعمل‌های داوری همتای استراتژی‌های جست‌وجوی الکترونیکی ( Peer Review of Electronic Search Strategies, PRESS).
یک چالش کلیدی برای استفاده از مرورهای سیستماتیک در عملکرد بالینی و خط مشی مراقبت سلامت، ارزیابی کیفیت یک مرور معین است. در نتیجه، طیف وسیعی از ابزارهای سنجش برای ارزیابی مرورهای سیستماتیک طراحی شده‌اند. دو ابزار اندازه‌گیری محبوب و ابزار رتبه‌بندی برای ارزیابی کیفیت مرور سیستماتیک عبارتند از AMSTAR-2 (ابزار اندازه‌گیری برای ارزیابی کیفیت روش‌شناسی مرورهای سیستماتیک)  و ROBIS (خطر سوگیری در مرورهای سیستماتیک؛ Risk Of Bias In Systematic reviews). با این حال، اینها برای همه انواع مرور سیستماتیک مناسب نیستند. برخی مقالات داوری همتا که اخیرا انجام شده‌اند، مقایسه میان دو ابزار AMSTAR 2 و ROBIS را انجام داده‌اند. 

## تاریخچه
اولین مقاله‌ای که امروزه معادل یک مرور سیستماتیک مدرن شناخته می‌شود، مقاله‌ای از جیمز لیند (James Lind) در سال ۱۷۵۳ بود که تمام مقالات قبلی را در مورد بیماری اسکوربوت (scurvy) بررسی کرد.  مرورهای سیستماتیک تا دهه ۱۹۸۰ به صورت پراکنده ظاهر شدند و پس از سال ۲۰۰۰ رواج یافتند.  سالانه بیش از ۱۰.۰۰۰ مرور سیستماتیک منتشر می‌شود.

### تاریخچه در پزشکی
مقاله ژورنال پزشکی بریتانیا (British Medical Journal) در سال ۱۹۰۴ توسط کارل پیرسون (Karl Pearson) به گردآوری داده‌های چندین مطالعه در بریتانیا، هند و آفریقای جنوبی در مورد مایه‌کوبی (inoculation) تب تیفوئید پرداخت. او از یک رویکرد فراتحلیلی برای تجمیع پیامدهای چندین مطالعه بالینی استفاده کرد. در سال ۱۹۷۲، آرچی کاکرین (Archie Cochrane) نوشت: «مطمئناً این یک انتقاد بزرگ به حرفه ما است که ما یک خلاصه انتقادی، بر اساس تخصص یا فوق‌تخصص، و به‌صورت دوره‌ای تنظیم‌شده، از همه کارآزمایی‌های تصادفی‌سازی و کنترل شده مرتبط را سازماندهی نکرده‌ایم». ارزیابی انتقادی و سنتز یافته‌های پژوهشی به روشی سیستماتیک در سال ۱۹۷۵ تحت عنوان «متاآنالیز» پدید آمد. سنتزهای اولیه در حوزه‌های وسیعی از سیاست‌های عمومی و مداخلات اجتماعی انجام می‌شد، با سنتز پژوهش سیستماتیک به کار رفته در پزشکی و سلامت.  آرچی کاکرین با الهام از تجربیات شخصی خود به عنوان پزشک ارشد در اردوگاه‌های اسرای جنگی، برای بهبود روش علمی در شواهد پزشکی تلاش کرد.  فراخوان او برای افزایش استفاده از کارآزمایی‌های تصادفی‌سازی و کنترل شده و مرورهای سیستماتیک منجر به ایجاد سازمان همکاری کاکرین شد، که در سال ۱۹۹۳ تأسیس و به نام او نام‌گذاری شد، و بر اساس کارهای انجام شده توسط ایان چالمرز (Iain Chalmers) و همکارانش در زمینه بارداری و زایمان بنا گردید.